# Thomas & vännerna: Mysteriet på Blå berget
Thomas & vännerna: Mysteriet på Blå berget (engelska: Thomas & Friends: Blue Mountain Mystery) är en brittisk datoranimerad fantasy-äventyrsfilm som hade världspremiär den 3 september 2012.  Filmen är regisserad av Greg Tiernan med bland annat Martin Sherman, Ben Small, Keith Wickham, Matt Wilkinson, Steven Kynman, Kerry Shale, David Bedella, William Hope, Michael Brandon, Jules de Jongh, Glenn Wrage, Teresa Gallagher och Michael Legge i rollerna. Filmen är baserad på TV-serien Thomas och vännerna.

## Rollista (röster)
| Michael Angelis | – Michael Brandon  |
| Ben Small       | – Martin Sherman   |
| Keith Wickham   | – Kerry Shale      |
| William Hope    | – Teresa Gallagher |
| Jules de Jongh  | – Matt Wilkinson   |
| Glenn Wrage     | – David Bedella    |
| Steven Kynman   | – Micheal Legge    |